# Albert Abrams
Pour les articles homonymes, voir Abrams.

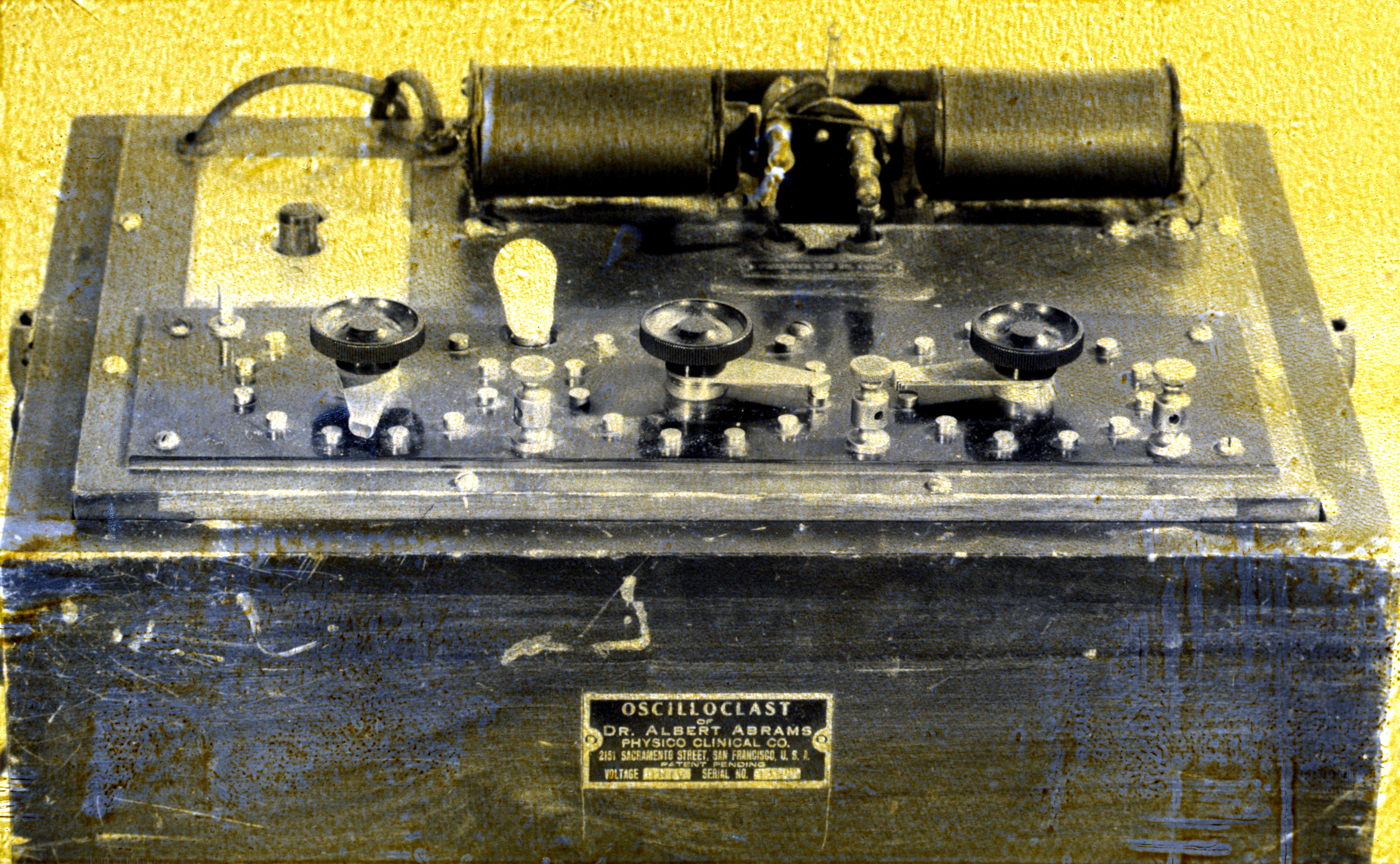
Oscilloclaste.

Albert Abrams (8 décembre 1863 - 13 janvier 1924) était un médecin américain controversé, bien connu de son vivant pour avoir inventé des machines, telles que l'Oscilloclaste et le Radioclaste, dont il prétendait à tort qu'elles pouvaient diagnostiquer et guérir presque toutes les maladies. Ces prétentions ont été contestées dès le début. Vers la fin de sa vie, et de nouveau peu après sa mort, il a été démontré que nombre de ses machines et de ses conclusions étaient intentionnellement trompeuses ou fausses[réf. souhaitée].